# Homero
Homero (en griego antiguo: Ὅμηρος, romanizado: Hómēros; c. siglo VIII a. C.) es el nombre dado al aedo a quien tradicionalmente se atribuye la autoría de los principales poemas épicos griegos: la Ilíada y la Odisea.
Desde el período helenístico se ha cuestionado que el autor de ambas obras fuera la misma persona; sin embargo, antes no solo no existían estas dudas, sino que la Ilíada y la Odisea eran considerados relatos históricos reales.
La Ilíada y la Odisea son el pilar sobre el que se apoya la épica grecolatina y, por ende, la literatura occidental.

## Etimología

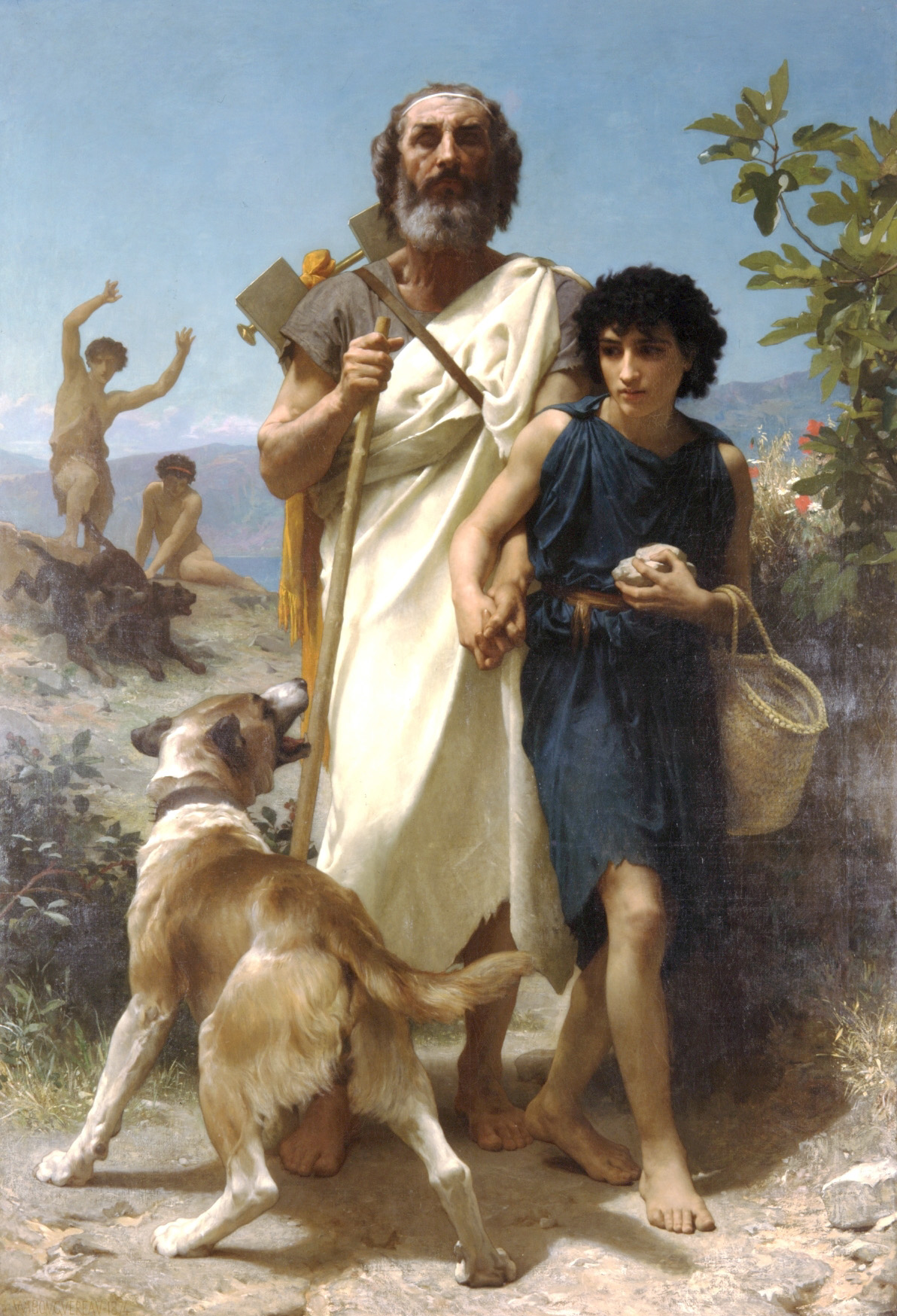
Homero y su lazarillo (1874), de William-Adolphe Bouguereau.

El nombre de Hómēros es una variante jónica del eólico Homaros. Su significado es ‘rehén’, ‘prenda’ o ‘garantía’. Hay una teoría que sostiene que el nombre proviene de una sociedad de poetas llamados los Homéridas (Homēridai), que literalmente significa ‘hijos de rehenes’, es decir, descendientes de prisioneros de guerra. Dado que estos hombres no eran enviados a la guerra al dudarse de su lealtad en el campo de batalla, no morían en él. Por tanto, cuando no había literatura propiamente dicha (escrita), se les confiaba el trabajo de recordar la poesía épica local y, con ella, los acontecimientos pasados.
También se ha sugerido que lo que podría contener el nombre Hómeros es un juego de palabras derivado de la expresión ho me horón, que significa ‘el que no ve’.

## Biografía
En la figura de Homero confluyen realidad y leyenda. La tradición sostenía que Homero era ciego, y varios lugares reclamaban ser su lugar de nacimiento:
la isla de Quíos,
Esmirna,
Colofón,
Atenas,
Argos,
Rodas,
Salamina,
Pilos,
Cumas e
Ítaca.

### Datos biográficos recogidos por la tradición
El Himno homérico a Apolo delio dice «que es un ciego que reside en Quíos, la rocosa». El poeta lírico Simónides de Amorgos atribuye al «hombre de Quíos» el siguiente verso de la Ilíada:

¿Por qué me preguntas mi linaje? Como el linaje de las hojas soy

Ese verso fue convertido en proverbio en la Época Clásica. Luciano de Samósata dice que fue un babilonio enviado a Grecia como rehén, y de ahí su nombre.
Pausanias transmite una tradición de los chipriotas, quienes también reclamaban para sí a Homero:

Dicen que Temisto, una mujer del lugar, era su madre, y que Euclo profetizó el nacimiento de Homero en estos versos:
Y entonces en la costera Chipre existirá un gran cantor,

al que dará a luz Temisto en el campo, divina entre las mujeres,

un cantor muy ilustre lejos de la muy rica Salamina.

Dejando Chipre mojado y llevado por las olas,

Cantando él solo el primero las glorias de la espaciosa Hélade

Será inmortal por siempre y no conocerá la vejez
Pausanias: Descripción de Grecia, X, 24, 3.

Sin embargo, también se conserva el siguiente epigrama, atribuido al poeta helenístico Alceo de Mesene, en el que Homero niega su origen salaminio y niega que se erigiera una estatua suya en esta ciudad y que su padre fuera un tal Demágoras:

Ni aunque el martillo surgir como Homero de oro me hiciera entre rayos flameantes de Zeus, soy ni seré salaminio ni el hijo de Meles lo será de Demágoras; ¡tal la Hélade lo vea! Con otro poeta probad; y mis versos vosotros a los Helenos, Musas y Quíos, cantadlos.
Alceo de Mesene: Epigrama 555, recogido en la Antología Palatina.

Aunque ya en la época de la Grecia Clásica nada concreto y seguro se sabía de Homero, a partir del periodo helenístico empezaron a surgir biografías que recogían tradiciones muy diversas y a menudo datos de contenido fabuloso. En estos relatos se decía que antes de llamarse Homero se había llamado Meles, Melesígenes, Altes o Meón, y se daban datos muy diversos y con numerosas variantes acerca de su ascendencia.
Hay una tradición que dice que la Pitia dio una respuesta al emperador Adriano acerca de la procedencia de Homero y de su ascendencia:

Me preguntas por la ascendencia y la tierra patria de una inmortal sirena. Por su residencia es itacense; Telémaco es su padre y la nestórea Epicasta su madre, la que alumbró con mucho al varón más sabio de los mortales.

En el Certamen de Homero y Hesíodo se nos da una genealogía ficticia que comparten ambos poetas:

«Unos cuantos aseguran que [Homero] fue mayor que Hesíodo y algunos que más joven y pariente suyo. Establecen la siguiente genealogía: de Apolo y Toosa la de Poseidón dicen que nació Lino, de Lino Píero, de Píero y la ninfa Metona Eagro, de Eagro y Calíope Orfeo, de Orfeo Ortes, de él Harmónides, de él Filoterpes, de él Eufemo, de él Epífrades, de él Melanopo, de este Dío y Apeles, de Dío y Piquimeda, la hija de Apolo, Hesíodo y Perses, de Perses Meón y de la hija de Meón y el río Meles Homero».

Hay también una tradición acerca del lugar donde murió Homero, atestiguada al menos desde el siglo V a. C., de que se produjo en la isla de Íos.
Pausanias recoge esta tradición y habla sobre una estatua de Homero que vio y un oráculo que leyó en el Templo de Apolo, en Delfos:

Puedes ver también en el pronaos del Templo de Apolo de Delfos una estatua de bronce de Homero sobre una estela y en ella leerás el oráculo que dicen que tuvo Homero:
Dichoso e infortunado, pues naciste para cambiar cosas,

Buscas una patria. Tienes una tierra natal, pero no una patria.

La isla de Íos es la patria de tu madre, que cuando mueras

te recibirá. Pero vigila el enigma de los jóvenes muchachos.
Pausanias: Descripción de Grecia, X, 24.

Además señala que:

Los de Íos enseñan también un sepulcro de Homero en la isla y en otro lugar uno de Clímene, y dicen que Clímene era la madre de Homero.

### Investigación moderna
Se considera que la mayor parte de las biografías de Homero que circularon en la Antigüedad no aportaban ningún dato seguro. Sin embargo, suele admitirse que el lugar de procedencia del poeta debió de ser la zona colonial jónica de Asia Menor, basándose en los rasgos lingüísticos de sus obras y en la fuerte tradición que lo hacía proceder de la zona. El investigador Joachim Latacz sostiene que Homero pertenecía o estaba en permanente contacto con el entorno de la nobleza. También persiste el debate sobre si Homero fue una persona real o bien el nombre dado a uno o más poetas orales que cantaban obras épicas tradicionales.

## Obras que le fueron atribuidas
Además de la Ilíada y la Odisea, a Homero se le atribuyeron otros poemas, como la épica menor cómica Batracomiomaquia (La guerra de las ranas y los ratones), el corpus de los himnos homéricos y varias otras obras perdidas o fragmentarias tales como Margites. Algunos autores antiguos le atribuían el Ciclo épico completo, que comprende más poemas sobre la guerra de Troya así como epopeyas que narraban la vida de Edipo y guerras entre argivos y tebanos.
Los historiadores modernos, sin embargo, suelen estar de acuerdo en que la Batracomiomaquia, el Margites, los himnos homéricos y los poemas cíclicos son posteriores a la Ilíada y a la Odisea.

## Imagen de Homero en Céncreas
Una pintura del poeta griego Homero sobre un panel del templo de Isis en Céncreas, antiguo puerto de Corinto, donde su rostro refleja cierta severidad, ha sugerido que las imágenes bizantinas de Cristo pudieron haber sido ideadas a partir de dicha figura, en especial por la similitud de las fisonomía facial y también en cuanto a la postura del cuerpo que se representa en las mismas.

## Datación

### Testimonios antiguos
La mayor parte de la tradición sostenía que Homero había sido el primer poeta de la Antigua Grecia. Heródoto, que cita varios pasajes de la Ilíada y de la Odisea, dice que Homero vivió cuatrocientos años antes que él, lo que situaría al poeta en torno al siglo IX a. C. Por otra parte, Helánico de Lesbos dijo que Homero había sido contemporáneo de la guerra de Troya, y Eratóstenes sostenía que debió de vivir un siglo después. Otros autores antiguos consideraban que Homero era contemporáneo de Licurgo o de Arquíloco.
También en la Antigüedad se discutía acerca de la relación cronológica entre Homero y Hesíodo. Jenófanes y Filócoro pertenecían al grupo de los autores que situaban a Homero con anterioridad a Hesíodo. El Certamen de Homero y Hesíodo, una obra muy tardía, suponía que eran contemporáneos entre sí. En cambio, Éforo, Lucio Accio y la Crónica de Paros decían que Hesíodo había sido anterior.
Con anterioridad a Heródoto, hubo otros autores que citaron a Homero: Heráclito, Teágenes de Regio, Píndaro, Semónides y Jenófanes. Además, Heródoto recoge la noticia de que el tirano Clístenes había prohibido a los rapsodas competir en Sición a causa de los poemas homéricos, pues estos celebraban continuamente a Argos y a los argivos. Sin embargo, esta última alusión es posible que se refiriera al ciclo tebano y no a la Ilíada ni a la Odisea.

### Redacción de los poemas homéricos en elsigloVIIIa.C.

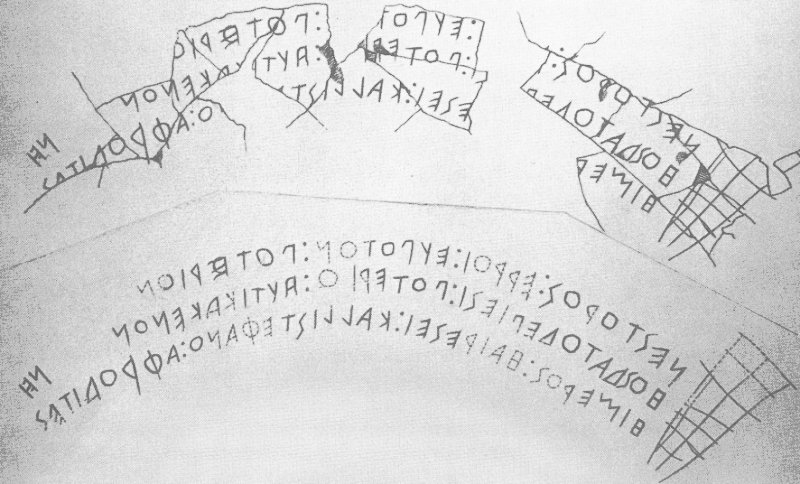
Arriba, el fragmento de la inscripción en la llamada Copa de Néstor. Abajo, posible reconstrucción de su contenido completo.

La mayoría de los historiadores sitúa la figura de Homero en el siglo VIII a. C., aunque hay controversia acerca de la fecha en la que sus poemas se pusieron por escrito. El hallazgo de una inscripción relacionada con un pasaje de la Ilíada en una vasija de Isquia conocida como la Copa de Néstor, datada hacia el año 720 a. C., ha sido interpretada por algunos investigadores, entre ellos Joachim Latacz, como un claro indicio de que en aquella época la obra de Homero ya había sido consignada por escrito. Sin embargo, otros autores, como los filólogos Alfred Heubeck y Carlo Odo Pavese, niegan que de esa inscripción pueda extraerse tal conclusión. Algunos fragmentos de cerámica del siglo VII a. C. que representan un cíclope cegado por Odiseo suelen interpretarse como influidos directamente por la Odisea. Hay otras obras de poesía arcaica que han sido interpretadas como influidas por Homero, como un poema de Alceo de Mitilene que alude a la cólera de Aquiles y un poema de Estesícoro en el que Helena se dirige a Telémaco para anunciarle que Atenea ha dispuesto su regreso.

### Redacción de los poemas homéricos en elsigloVIIa.C.
Algunos investigadores defienden que los poemas homéricos fueron puestos por escrito en el siglo VII a. C. Arguyen que de la referencia que hay en la Ilíada a la ciudad de Tebas de Egipto se deduce que este pasaje fue escrito tras la conquista de esta ciudad por el rey asirio Asurbanipal. Además, algunos pasajes parecen referirse a tácticas hoplitas que se cree que tuvieron su origen en ese siglo. También se cita como indicio la referencia en la Odisea a la ciudad de Ismaro, que estaba de actualidad en el siglo VII a. C. No creen que la redacción de los poemas fuera posterior, porque consideran que hay suficientes referencias iconográficas y literarias para sostener que antes del siglo VI a. C. ya se conocían los poemas homéricos por escrito.

### Redacción de los poemas homéricos en elsigloVIa.C.
Hay una corriente de investigadores que sostiene, en cambio, la hipótesis de que los poemas homéricos se pusieron por escrito a partir del siglo VI a. C. Creen que las coincidencias de temas entre los poemas homéricos y otros fragmentos literarios o iconográficos anteriores solo indican que ambos bebieron de las mismas fuentes orales.
Además, hay algunos testimonios antiguos, como un pasaje de Flavio Josefo, que defendían que Homero no había dejado escritos. Ya a finales del siglo XVIII, algunos historiadores como Friedrich August Wolf consideraban que la primera redacción escrita de los poemas homéricos había sido en la época de Pisístrato, tirano de Atenas. Esta idea fue también defendida en el siglo XX por otros filólogos como Reinhold Merkelbach, que también han situado la primera redacción escrita de los poemas homéricos en el siglo VI a. C. Esta postura es criticada por los defensores de la redacción escrita de los poemas en el siglo VIII, puesto que creen que supone confundir la composición escrita de los poemas con la manipulación que sufrieron al ser puestos por escrito en la época de Pisístrato. En contra de las tesis de Wolf ya se manifestó Ulrich von Wilamowitz, en un estudio realizado en 1884, en el que señalaba que la versión ateniense de los poemas homéricos se había impuesto a las demás.

## La cuestión homérica
Se denomina cuestión homérica a una serie de incógnitas planteadas en torno a los poemas homéricos. Dos de los interrogantes más debatidos son quién o quiénes fueron sus autores y de qué modo fueron elaborados.
Los investigadores están generalmente de acuerdo en que la Ilíada y la Odisea sufrieron un proceso de fijación y refinamiento a partir de material más antiguo en el siglo VIII a. C. Un papel importante en esta fijación parece que correspondió al tirano ateniense Hiparco, quien reformó la recitación de la poesía homérica en la festividad Panatenea. Muchos clasicistas sostienen que esta reforma implicó la confección de una versión canónica escrita.

### Controversia en torno a la unidad de los poemas
En la Antigüedad, durante el periodo helenístico, los filólogos alejandrinos Jenón y Helánico llegaron a la conclusión, a partir de las diferencias y contradicciones de todo tipo que hallaron entre la Ilíada y la Odisea, de que solo la primera de estas epopeyas fue compuesta por Homero, por lo que fueron llamados «corizontes» o «separadores». Su opinión fue rechazada por otros filólogos alejandrinos como Aristarco de Samotracia, Zenódoto de Éfeso y Aristófanes de Bizancio.
En época moderna, la filología homérica ha mantenido diferentes puntos de vista que se han agrupado en distintas tendencias o escuelas:
La escuela analítica ha tratado de demostrar la falta de unidad existente en los poemas homéricos. Fue iniciada por el abad François Hédelin en su obra póstuma Conjeturas académicas, publicada en 1715, y, sobre todo, a partir de la obra Prolegomena ad Homerum (1795), de Friedrich August Wolf. Los analistas defienden la intervención de varias manos distintas en la elaboración de cada uno de los poemas homéricos, que además serían producto de la recopilación de pequeñas composiciones populares preexistentes.
Posteriormente, una escuela denominada neoanalítica ha interpretado los poemas homéricos como resultado de la obra de un poeta a la vez recopilador y creador.
Frente a ellos se halla un punto de vista unitario que sostiene que cada uno de los poemas homéricos tiene una concepción global y una inspiración creativa que impide que puedan ser resultado de una compilación de poemas menores.
Por otro lado, el clasicista Richmond Lattimore escribió un ensayo titulado Homero: ¿Quién era ella? (Homer: Who Was She?). Samuel Butler era más específico, y consideraba que una joven mujer siciliana habría sido la autora de la Odisea — pero no de la Ilíada —, idea con la que especularía Robert Graves en su novela La hija de Homero (Homer's Daughter).

### Modo en que fueron elaborados los poemas
Es objeto de debate el modo en el que los poemas homéricos fueron elaborados y cuándo podrían haber tomado una forma escrita fija.
La mayoría de los clasicistas está de acuerdo en que, independientemente de que hubiera un Homero individual o no, los poemas homéricos son el producto de una tradición oral transmitida durante varias generaciones, que era la herencia colectiva de muchos cantantes-poetas, aoidoi. Un análisis de la estructura y el vocabulario de ambas obras muestra que los poemas contienen frases repetidas regularmente, incluyendo la repetición de versos completos. Milman Parry y Albert Lord señalaron que una tradición oral tan elaborada, ajena a las culturas literarias actuales, es típica de la poesía épica en una cultura exclusivamente oral. Parry afirmó que los trozos de lenguaje repetitivo fueron heredados por el cantante-poeta de sus predecesores y eran útiles para el poeta al componer. Parry llamó «fórmulas» a estos trozos de lenguaje repetitivo.
Sin embargo, hay una serie de filólogos (Wolfgang Schadewaldt, Vicenzo di Benedetto, Keith Stanley, Wolfgang Kullmann) que defiende que los poemas homéricos fueron originalmente redactados por escrito. Como argumentos señalan la complejidad de la estructura de estos poemas, los reenvíos internos a pasajes que se encuentran situados a considerable distancia y la creatividad en el uso de las fórmulas.
La solución propuesta por algunos autores como Albert Lord y posteriormente por la filóloga Minna Skafte Jensen es la «hipótesis de la transcripción», en la que un «Homero» iletrado dicta su poema a un escriba en el siglo VI a. C. o antes. Homeristas más radicales, como Gregory Nagy, sostienen que un texto canónico de los poemas homéricos como «escritura» no existió hasta el período helenístico.

## Geografía homérica
Homero concebía un mundo que estaba completamente rodeado por Océano, el cual era considerado padre de todos los ríos, mares, fuentes y pozos.
El estudio de las menciones geográficas en la Ilíada desvela que el autor conocía detalles muy precisos de la actual costa turca y, en particular, de Samotracia y del río Caístro, cerca de Éfeso. En cambio, las referencias a la península griega, con excepción de la pormenorizada enumeración de lugares del Catálogo de las naves, son escasas y ambiguas. Todo esto indicaría que, de haber sido Homero una persona concreta, se trataría de un autor griego natural de la zona occidental de Asia Menor o de alguna de las islas próximas a ella.
El citado Catálogo de las naves, que es la enumeración de los ejércitos de la coalición aquea, recoge un total de 178 nombres de lugar agrupados en 29 contingentes distintos. Se trata de un catálogo del que muchos nombres de lugares ya no podían ser reconocidos por los geógrafos griegos posteriores a Homero, pero en el que no se ha podido demostrar ninguna localización errónea.
En la Odisea, Homero menciona una serie de lugares en la parte que trata de las aventuras marinas de Odiseo de los que la mayoría de los historiadores sostiene que se trata de lugares puramente fabulosos, a pesar de que la tradición posterior trató de encontrar localizaciones precisas de ellos. En la Biblioteca mitológica de Apolodoro, se señala que:

Odiseo, según dicen algunos, vagó errante por Libia, según otros por Sicilia y, según el resto, por el Océano o por el mar Tirreno.

Otro aspecto controvertido de la geografía homérica ha sido la localización de la isla de Ítaca, patria de Odiseo, puesto que algunas de las descripciones de ella que aparecen en la Odisea no parecen corresponderse con la isla de Ítaca actual.

## Aspectos históricos de los poemas

### Rasgos de la sociedad descritos por Homero
Homero describe una sociedad basada en el caudillaje; se trata de una sociedad guerrera en la que cada región tenía una autoridad suprema que habitualmente era hereditaria. Cada caudillo tenía un séquito personal formado por personas que guardaban un alto grado de lealtad. Disfrutaban de una serie de privilegios: las mejores partes en la distribución de botines y la propiedad de un dominio. Tenían una única esposa, pero podían tener numerosas concubinas, aunque hay un caso en el que Homero presenta una situación de poligamia: la del rey troyano Príamo. Las decisiones políticas eran discutidas en un consejo formado por el caudillo y los jefes locales y luego eran comunicadas en la asamblea del pueblo. Los caudillos también tenían la función de presidir los sacrificios ofrecidos a los dioses.
Homero describe un tribunal de justicia que juzgaba los delitos, aunque a veces las familias de los implicados podían llegar a un acuerdo privado que sirviera como compensación por el delito cometido, incluso en caso de homicidio.
En las relaciones exteriores era importante la hospitalidad, que era una relación en la que los caudillos estaban obligados a ofrecerse mutuamente alojamiento y ayuda cuando uno de ellos o un embajador suyo viajara al territorio del otro.
Entre los hombres libres citados se encuentran los thètes o siervos, que eran trabajadores libres cuya supervivencia dependía de un escaso salario. También se nombran los demiurgos, que eran profesionales que tenían una función pública, tales como artesanos, heraldos, adivinos, médicos y aedos.
La esclavitud también era práctica aceptada en la sociedad descrita por Homero. Los esclavos solían tomarse entre prisioneros de guerra, o bien en expediciones de pillaje. Se citan ejemplos de compraventa de esclavos y de personas que ya habían nacido siendo esclavas. Los amos a veces recompensaban a sus esclavos concediéndoles tierras o una casa. Se cita la posibilidad de que una esclava pudiera acabar convirtiéndose en la legítima esposa de su señor.
En cuanto a los valores éticos descritos, se incluyen el honrar debidamente a los dioses, respetar a mujeres, ancianos, mendigos y suplicantes extranjeros y no deshonrar el cadáver de un enemigo muerto. La incineración es el uso funerario que aparece en los poemas homéricos.
La religión era politeísta. Los dioses tenían características antropomórficas y decidían el destino de los mortales. Se realizaban numerosos ritos tales como sacrificios y plegarias para tratar de conseguir su ayuda y su protección.
Aunque se conocía el hierro, las armas, en su mayor parte, eran de bronce. Homero describe también el uso del carro de guerra como medio de transporte empleado por los caudillos durante las batallas.

### Controversia sobre los aspectos históricos descritos
Desde el siglo VI a. C., Hecateo de Mileto y otros pensadores debatieron acerca del trasfondo histórico de los poemas cantados por Homero. Los comentarios escritos sobre ellos en el período helenístico exploraron las inconsistencias textuales de los poemas.
Las excavaciones realizadas por Heinrich Schliemann a finales del siglo XIX, así como el estudio de documentos de los archivos reales del Imperio Hitita comenzaron a convencer a los investigadores de que podía haber un fundamento histórico en la Guerra de Troya. Sin embargo, aunque la identidad de Troya como escenario histórico cuenta con el acuerdo de la mayoría de los investigadores, no se ha podido demostrar que se emprendiera contra la ciudad una expedición de guerra comandada por atacantes micénicos.
La investigación (encabezada por los antes mencionados Parry y Lord) de las épicas orales en idioma croata, montenegrino, bosnio, serbio y en lenguas turcas demostró que largos poemas podían ser preservados con consistencia por culturas orales hasta que alguien se tomase la molestia de ponerlos por escrito. El desciframiento del lineal B en los años 50 por Michael Ventris y otros constató una continuidad lingüística entre la lengua notada por la escritura micénica del siglo XIII a. C. y la lengua de los poemas atribuidos a Homero.
Por otra parte, la cuestión de saber a qué época histórica se pueden referir los testimonios de Homero y en qué medida pueden ser usados como fuentes históricas ha constituido el objeto de un largo debate, que se encuentra lejos de haber concluido. Algunos estudiosos como John Chadwick sostenían que la Grecia descrita por Homero no se parecía ni a la de su época ni a la de los cuatro siglos anteriores, mientras que la filóloga Luigia Achillea Stella señala que hay un importante legado micénico en los poemas homéricos. Joachim Latacz insiste en que el Catálogo de las naves del canto II de la Ilíada recoge la situación de la época del siglo XIII a. C., es decir, de la civilización micénica.
En cambio, Moses I. Finley arguye que lo descrito por Homero no era ni el mundo micénico ni su propia época, sino la Edad Oscura de los siglos X y IX a. C., en todo caso una época anterior al desarrollo de las polis en el siglo VIII.
Los descubrimientos arqueológicos han aportado ciertos elementos desaparecidos con la caída de dicha civilización, pero cuyo recuerdo (topónimos, objetos, costumbres, etc.) guardó Homero. De gran insignificancia, comparado con lo que Homero olvida decir del mundo micénico en el ámbito de las instituciones y de los acontecimientos, aunque los poemas homéricos pretendan ser una descripción de ese mundo desaparecido.
Por otro lado, según los datos aportados por las tablillas micénicas en lineal B, se da concordancia entre muchas de las armas nombradas en los poemas homéricos y armas de la época micénica. El desciframiento de dichas tabillas ha puesto de manifiesto la diferencia entre el mundo micénico y la sociedad homérica. Los palacios micénicos, con su minuciosa burocracia, eran muy diferentes de los de los reyes homéricos, que tienen una organización mucho menos compleja y en los que no se da la escritura.
Homero solo alude en una ocasión a los dorios y no nombra la migración griega a Asia Menor durante la Edad Oscura.
Lo anterior ha sido esquematizado por Michel Austin y Pierre Vidal-Naquet, afirmando que

existen tres niveles históricos en Homero: el mundo micénico que el poeta trata de evocar, la Edad Oscura y la época en la que vivió; y no siempre resultará fácil distinguir con claridad lo que pertenece a uno o a otro nivel.

## Lengua homérica

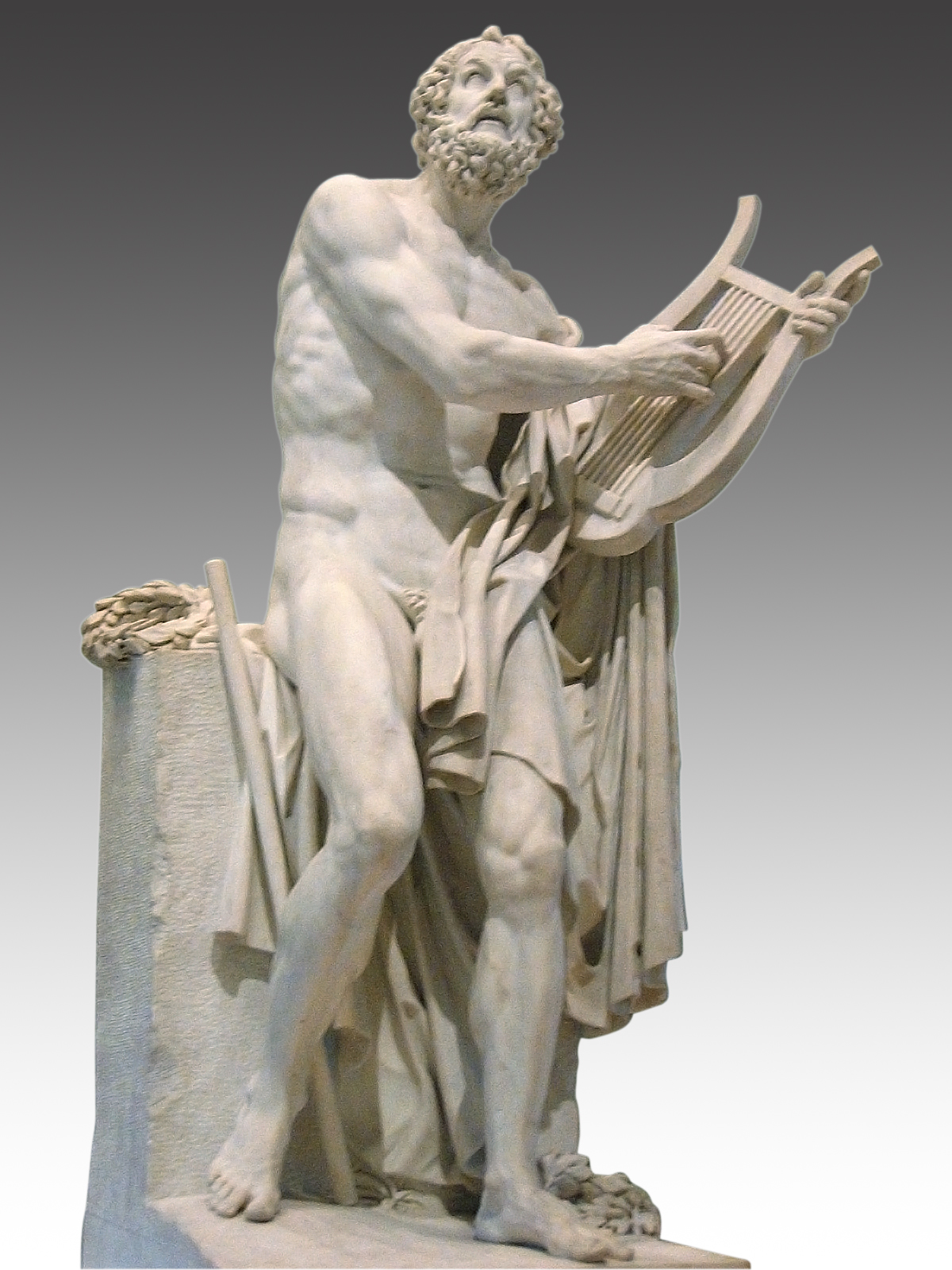
Homero, por Philippe-Laurent Roland, Museo del Louvre.

Se llama lengua o dialecto homérico a la variante de la lengua griega utilizada en la Ilíada y la Odisea, adoptada en cierta medida en la tragedia y la lírica griega posterior. Es un lenguaje únicamente literario, arcaico ya en el siglo VII a. C., y más todavía en el siglo VI a. C.. Tal artificialidad se ajustaba a una propuesta fundamental de la epopeya, es decir, la de una ruptura con lo cotidiano. Mucho después de muerto Homero, los autores griegos aún se valían de los «homerismos» para darles a sus obras un aire de grandeza.
Las razones de la utilización de esta lengua obedecen a motivos sociales, ya que estas obras serían dirigidas en principio a un público aristocrático y culto, y a motivos de estilo, ya que el verso hexámetro dactílico con que se componían los poemas épicos era muy rígido y se necesitaban variantes de la misma palabra que cupieran en las diferentes partes del verso. A veces la métrica del hexámetro dactílico permite encontrar tanto la forma inicial como explicar ciertos giros. Por ejemplo, es el caso de la digamma (Ϝ), fonema desaparecido desde el primer milenio a. C., aunque utilizado por Homero en cuestiones de silabación, incluso si no era escrito ni pronunciado. Así, en el verso 108 del Canto I de la Ilíada:

ἐσθλὸν δ’ οὔτέ τί πω [Ϝ]εἶπες [Ϝ]έπος οὔτ’ ἐτέλεσσας

el empleo concurrente de dos genitivos, el arcaico en -οιο y el moderno en -ου, o incluso dos dativos plurales (-οισι y -οις) muestran que el aedo podía alternar a su voluntad:

la lengua homérica era una mezcla de formas de épocas diversas, que nunca fueron empleadas juntas y cuya combinación resulta de una libertad puramente literaria.
ROMILLY, Jacqueline de

Más aún, la lengua homérica combina diferentes dialectos. Se pueden descartar los aticismos, transformaciones encontradas cuando se plasmó el texto. Quedaron dos grandes dialectos, el jónico y el eolio, cuyas particularidades son manifiestas para el lector: por ejemplo, el jónico utiliza una êta (η) allí donde el jónico-ático utiliza una alfa larga (ᾱ), de ahí los nombres «Athéné» o «Héré», en lugar de los clásicos «Athéna » y «Héra». Esta «coexistencia irreductible» de los dos dialectos, según la expresión de Pierre Chantraine, puede explicarse de diversas maneras:
- composición en eólico, que después pasó al jónico
- composición en una región donde ambos dialectos son utilizados por igual
- libre elección del aedo, como para la mezcla de formas de épocas diferentes, a menudo a causa de la métrica.

Varía el griego homérico del clásico en la morfología de las palabras, en varias formas de declinación y flexión del nombre y del verbo, y en el vocabulario. La lengua homérica tiene una base de dialecto jonio, formas del dialecto eolio y de otros, formas tanto arcaicas como más modernas, y otras nuevas.
Algunos ejemplos de usos dialectales:
Del jonio
- Pérdida total de digamma.
- Uso de -ν eufónica.
- Preposiciones sin apocopar y uso de preposiciones jonias como πρóς.
- Tercera persona de plural en -σαν.
- Genitivo «moderno» (clásico) en -ου.

Del eolio
- Vocalización de digamma.
- Relativos con geminada, como óππος.
- Preverbios apocopados.
- Dativos en -εσσι atemáticos[g] fuera de la declinación en -σ-.
- Aoristos en -σσ-.

Del ático
- Presencia del espíritu áspero.
- Partícula -μην.
- Dativos en -ει (jonio -ι).

Coincidencias con el micénico
- Genitivo en -οιο.
- τε usada como adverbio (no como partícula).

La épica tenía además sus propios usos de la lengua para expresarse:
- La tmesis o corte del preverbio y el verbo pudiendo existir otra palabra en medio. Podría deberse a que en la época en que se compusieron los poemas aún no se utilizaban unidos.
- El uso facultativo del aumento verbal.
- La digamma desaparece en la escritura y en la dicción, pero se puede detectar al no producirse crasis inevitables en otros contextos. Influye en el recuento métrico aunque no se vea.
- Una licencia poética que consiste en la diéctasis.[h]

## Influencia de la épica homérica en la literatura griega posterior

La apoteosis de Homero, obra de Jean Auguste Dominique Ingres, 1827, Museo del Louvre.

La épica homérica era tan apreciada entre los griegos que fue la herramienta de enseñanza utilizada entre ellos. Además sus versos eran memorizados y repetidos constantemente aunque la gente fuera iletrada, por ello fueron muy conocidos en casi todas las etapas de la historia griega desde la composición de los poemas.
La influencia que tuvieron, por su importancia, en otros géneros literarios contemporáneos o posteriores es fácilmente rastreable en la lírica y el teatro griegos.
La vinculación de la lírica a la épica es evidente en temas, influencia de vocabulario «épico» («homerismos», arcaísmos conservados por Homero, palabras muy técnicas sobre la guerra, etc.), las fórmulas homéricas, los epítetos tradicionales, muchas escenas épicas (aumentadas, cambiadas o satirizadas para dar cuenta de la originalidad del poeta lírico).
Las composiciones de ambos géneros se cantaban ante un público, aunque con funciones diferentes: la épica narraba hechos heroicos del pasado al son de la lira con una lengua elevada y culta; la lírica criticaba, celebraba, veneraba etc. al son de la flauta o de la lira.
En sus orígenes los versos épicos eran compuestos y cantados por los mismos autores. Con el tiempo se va separando el autor del ejecutante. En la épica queda un corpus cerrado interpretado por un rapsoda que se limita a ponerlo en ejecución. En la lírica también ocurre, aunque existen «poietés» líricos que componen y que insertan su nombre en las obras conscientes de su autoría, para que quien interprete sus poemas hable de él. El autor de épica podía componer lírica, aunque es una circunstancia especial (en la épica hay pasajes que bien podrían identificarse con monodias líricas mencionadas a la manera de la épica).
Las obras de ambos se recitaron en banquetes y fiestas. Se fijaron para ello los poemas por escrito.
Sin embargo, el yambo es una parte de la lírica relativamente poco afectada por la épica. Cierto es que se recitaba ante público, pero por lo demás podríamos decir que el yambo es anti-épico. Los temas de la épica muchas veces aparecen totalmente parodiados, su lenguaje no es en absoluto elevado sino completamente contrario, y el autor se manifiesta y da datos de sí mismo: el objetivo del yambo es escarnecer a otra persona y contar historias realistas de personajes absolutamente antiheróicos.